# Feenlämpchenspinnen
Die Feenlämpchenspinnen (Agroeca) bilden eine Gattung innerhalb der Familie der Feldspinnen (Liocranidae), die wiederum der Ordnung der Webspinnen zugehörig ist. Einige Arten der fast weltweit verbreiteten Gattung sind für ihre charakteristischen Eikokons bekannt, die aufgrund ihrer Gestalt als „Feenlämpchen“ bezeichnet werden. Dies hat der Gattung der Feenlämpchenspinnen ihren Trivialnamen eingebracht.

## Merkmale

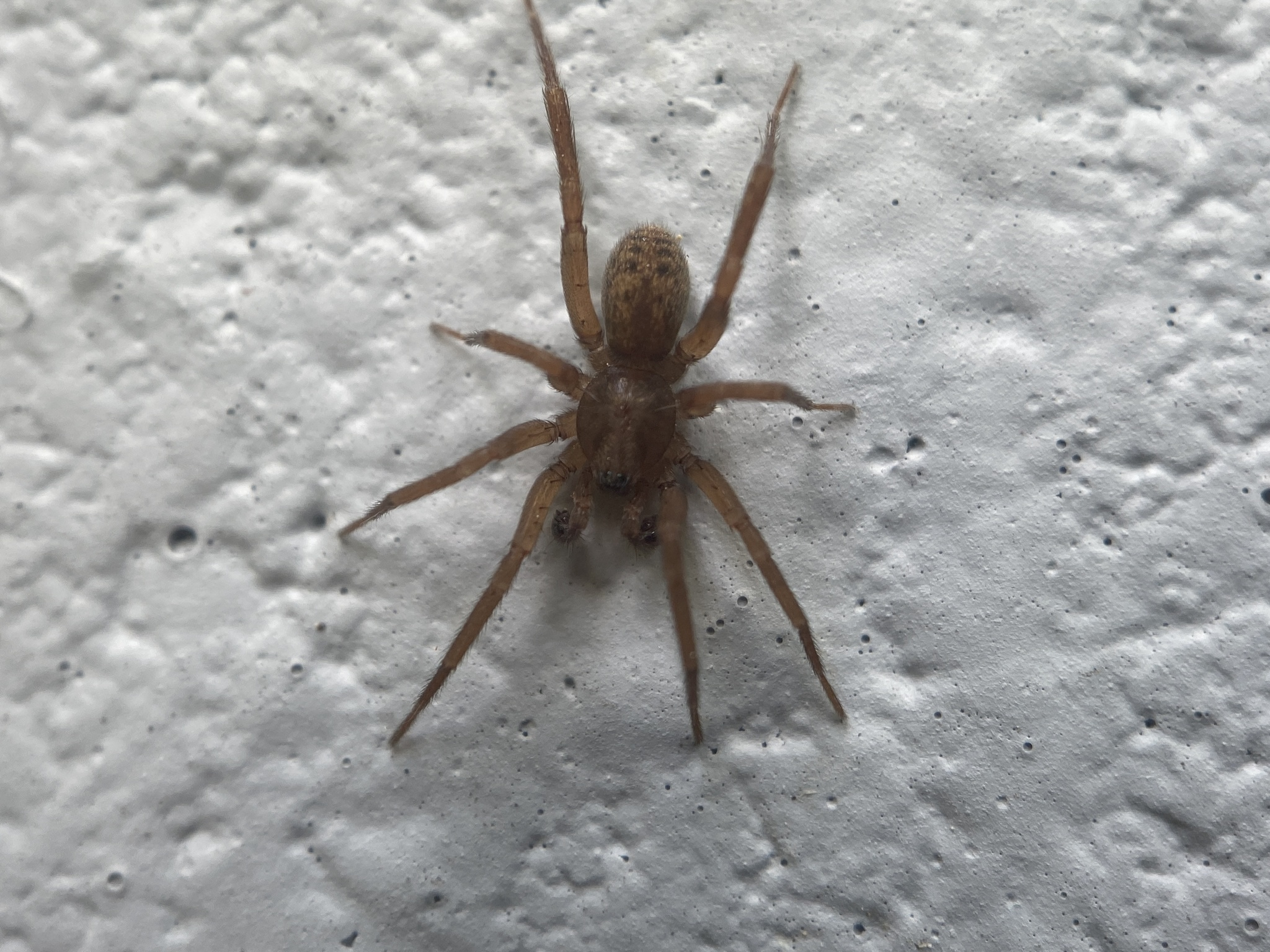
Männliche Feenlämpchenspinne

Bei den Feenlämpchenspinnen handelt es sich um kleine bis mittelgroße Echte Webspinnen (Araneomorphae), wobei die Körperlänge je nach Art variieren kann. Allen Vertretern der Gattung ist der kompakte Habitus (Erscheinungsbild) gemeinsam.
Der kephale (am Kopf gelegene) Bereich erscheint undeutlich ausgeprägt und der Carapax (Rückenschild des Prosomas bzw. Vorderkörpers) eiförmig und ziemlich flach. Er ist etwa 3/4 so breit wie lang und mit kurzen liegenden Setae (chitinisierten Haaren) bedeckt. Die Fovea (Apodem) erscheint tief und deutlich ausgeprägt. Die Pars cephalica (Kopfteil) ist wenig vom Brustteil (Pars thoracica) getrennt. Die Augen sind je zu viert in zwei Reihen eng miteinander gruppiert und ungleich groß. Die anterior (vorne) medianen (mittleren) Augen einiger Feenlämpchenspinnen fallen etwas kleiner aus. Die anteriore Augenreihe erscheint von vorne gesehen leicht prokurv (vorgebogen), von oben gesehen jedoch gerade. Die posteriore (hintere) Augenreihe erscheint hingegen deutlich prokurver als die anteriore. Sie ist auch kürzer als die andere. Die Abstände zwischen den Augen in der posterioren Reihe sind untereinander gleich. Bei beiden Reihen können die Augen auch von identischer Größe sein und gleichen Anstand haben. Das mediane Augenviereck wird in posteriore Richtung breiter. Der Clypeus (Abschnitt zwischen dem anterioren Augen und dem Vorderrand des Carapax) ist etwas höher als die Breite eines einzelnen anterior medianen Auges, er ist eher schmal.
Die Cheliceren (Kieferklauen) haben eine ziemlich kurze und kräftige Gestalt sowie flache Condylen (Ausstülpungen an der Basis der Cheliceren). Promarginal (vorne randseitig) besitzen die Cheliceren je drei und retromarginal (hinten randseitig) je zwei bis drei Zähne. Das Labium (sklerotisierte bzw. verhärtete Platte zwischen den Maxillae und vor dem Sternum) ist entweder so breit wie lang oder etwas breiter als lang. Die prolateralen (vorne seitlichen) Flächen der Maxillae (umgewandelte Coxen bzw. Hüftglieder der Pedipalpen) verlaufen parallel. Das Sternum (Brustschild des Prosomas) ist fast so breit wie lang und anterior abgestumpft.
Die Beinformel (absteigende Längenformel der Beinpaare) lautet wie bei den meisten Spinnen 4-1-2-3, wobei die beiden mittleren Beinpaare fast gleich lang sind. Die Trochanter (Schenkelringe) des vierten Beinpaars haben ventral (unten) je eine tiefe Kerbe. Die Femora (Schenkel) des ersten Beinpaars verfügen dorsal (oben) über jeweils drei Stacheln sowie prolateral über einen bis zwei weitere und dessen Tibien (Schienen) je über zwei Paare ventraler Stacheln. Die Metatarsen (Fußglieder) des ersten und des dritten Beinpaars besitzen jeweils drei Paare ventraler Stacheln. Die Tarsen (Fußglieder) können schwach ausgeprägte Scopulae (Haftsetaebüschel) aufweisen, wobei diese auch ganz fehlen können. Klauenbüschel fehlen dafür ganz.
Das Opisthosoma (Hinterleib) ist von ovaler Form und für gewöhnlich in der Mitte am breitesten. Die Spinnwarzen sind zweigliedrig aufgebaut und die posterioren sind länger. Der Abstand der anterioren Spinnwarzen zueinander beträgt etwa die Hälfte ihrer maximalen Breite. Diese sind außerdem breiter als die posterioren Spinnwarzen.

Ansichten weiblicher Feenlämpchenspinnen
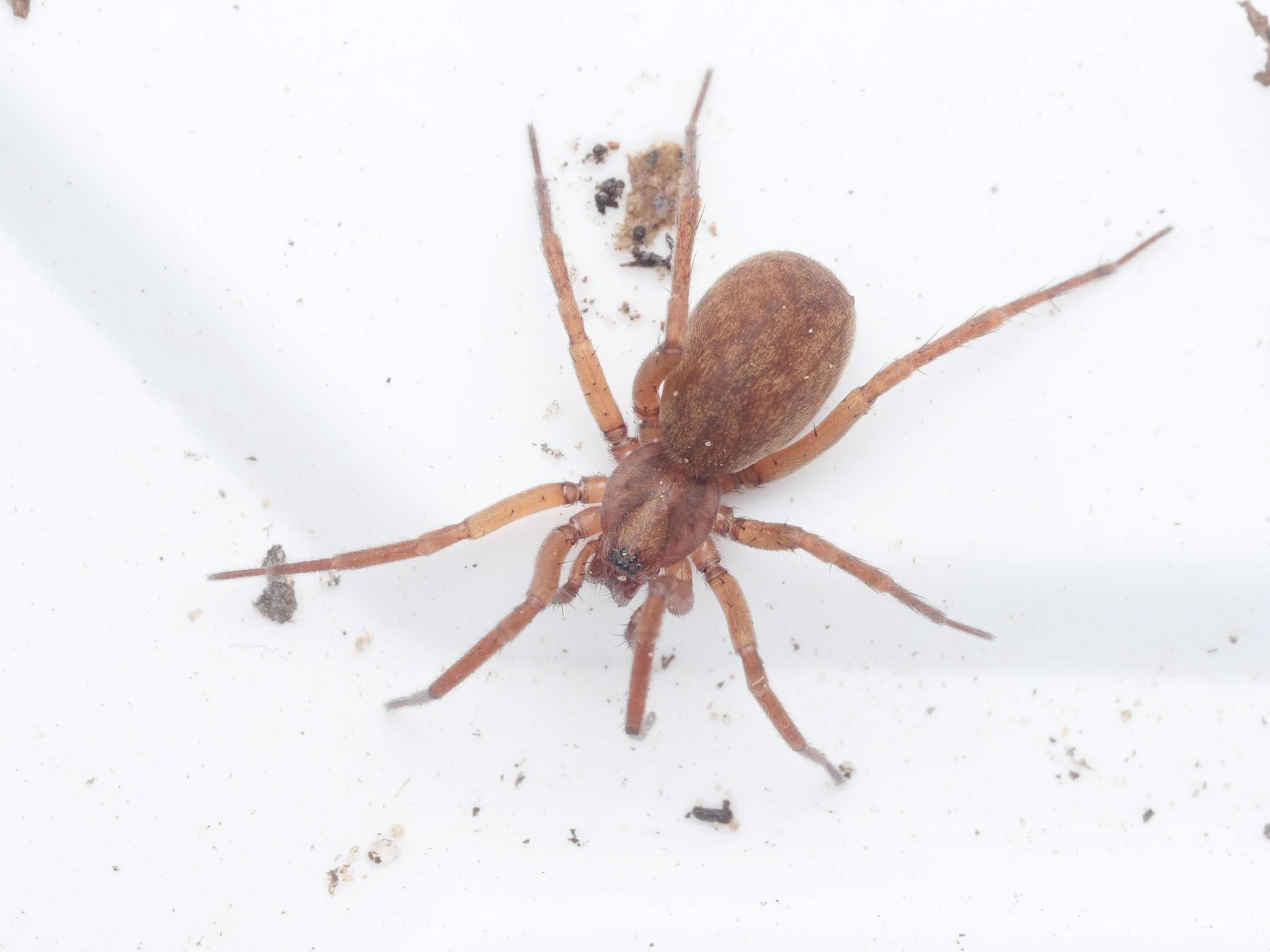
Dorsalansicht
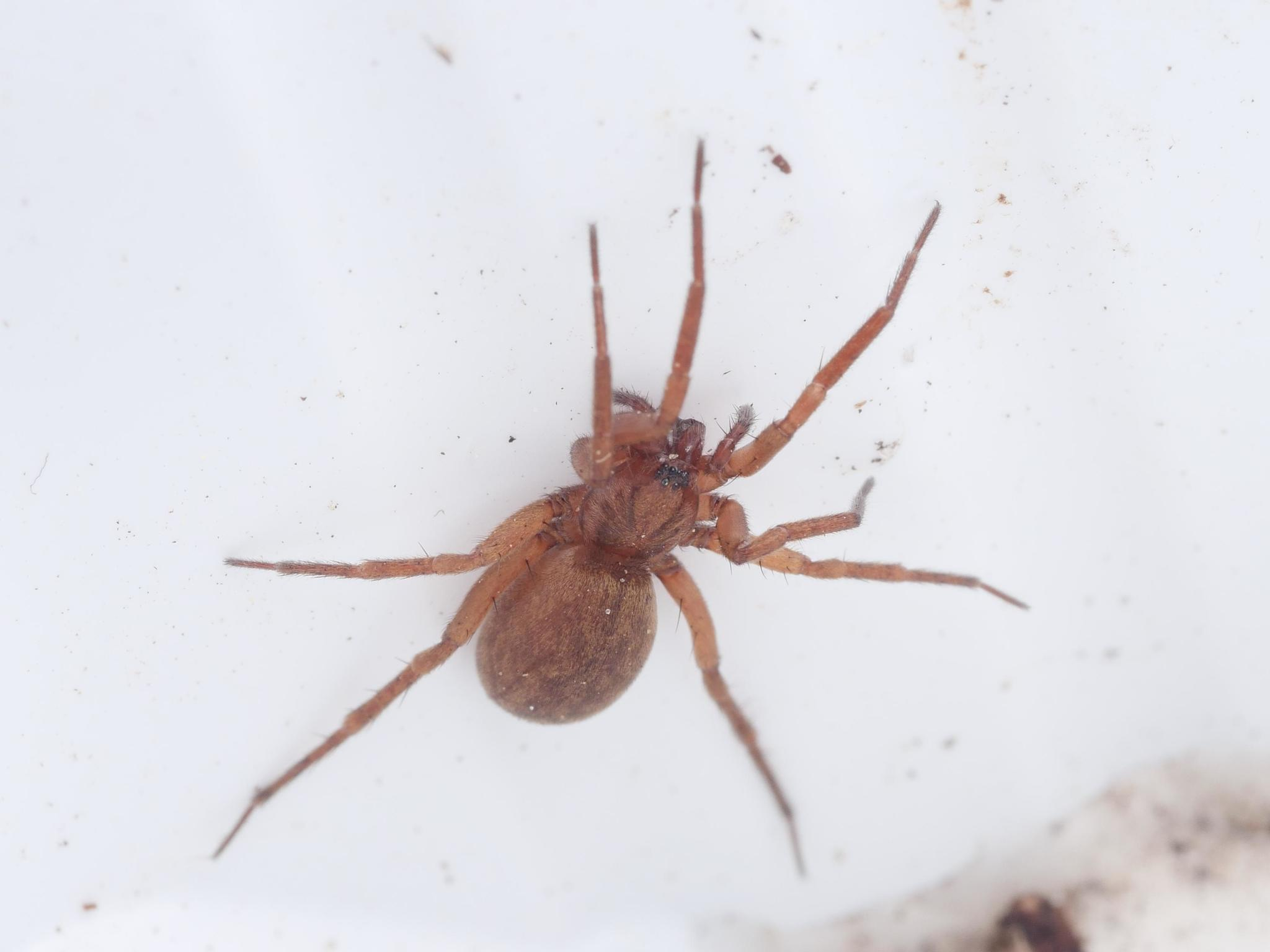
Frontalansicht
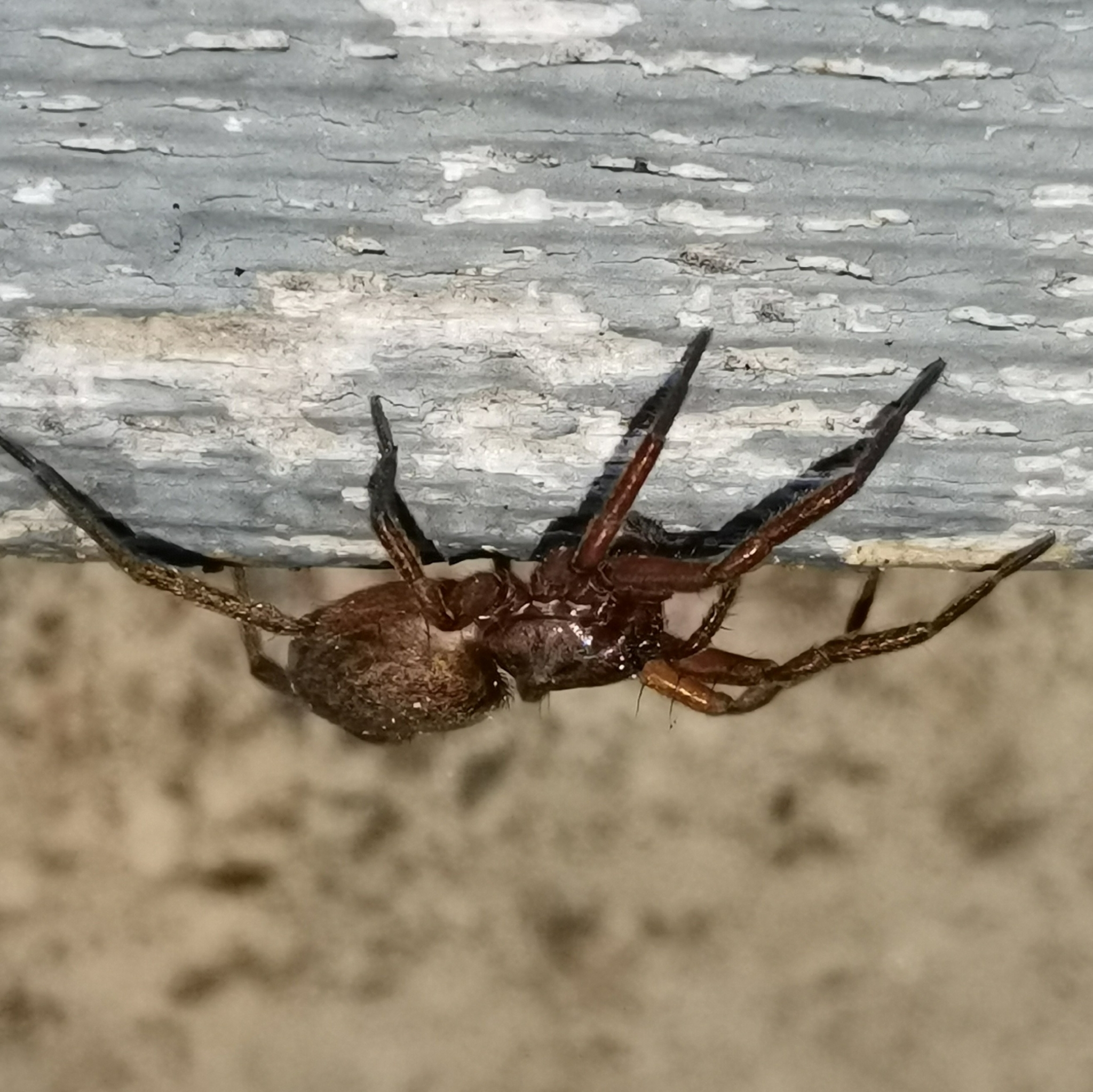
Lateralansicht
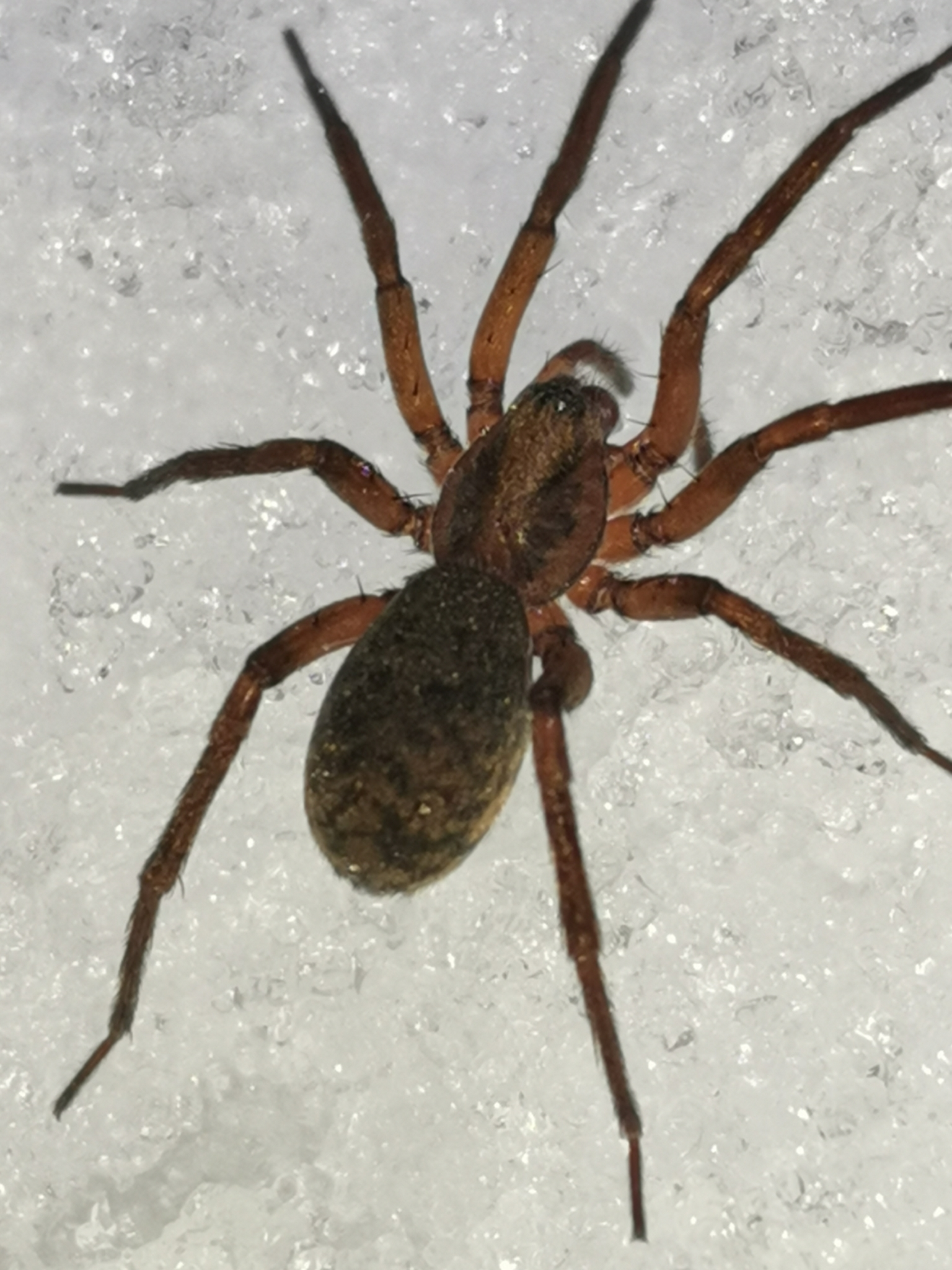
Rückansicht

### Genitalmorphologische Merkmale

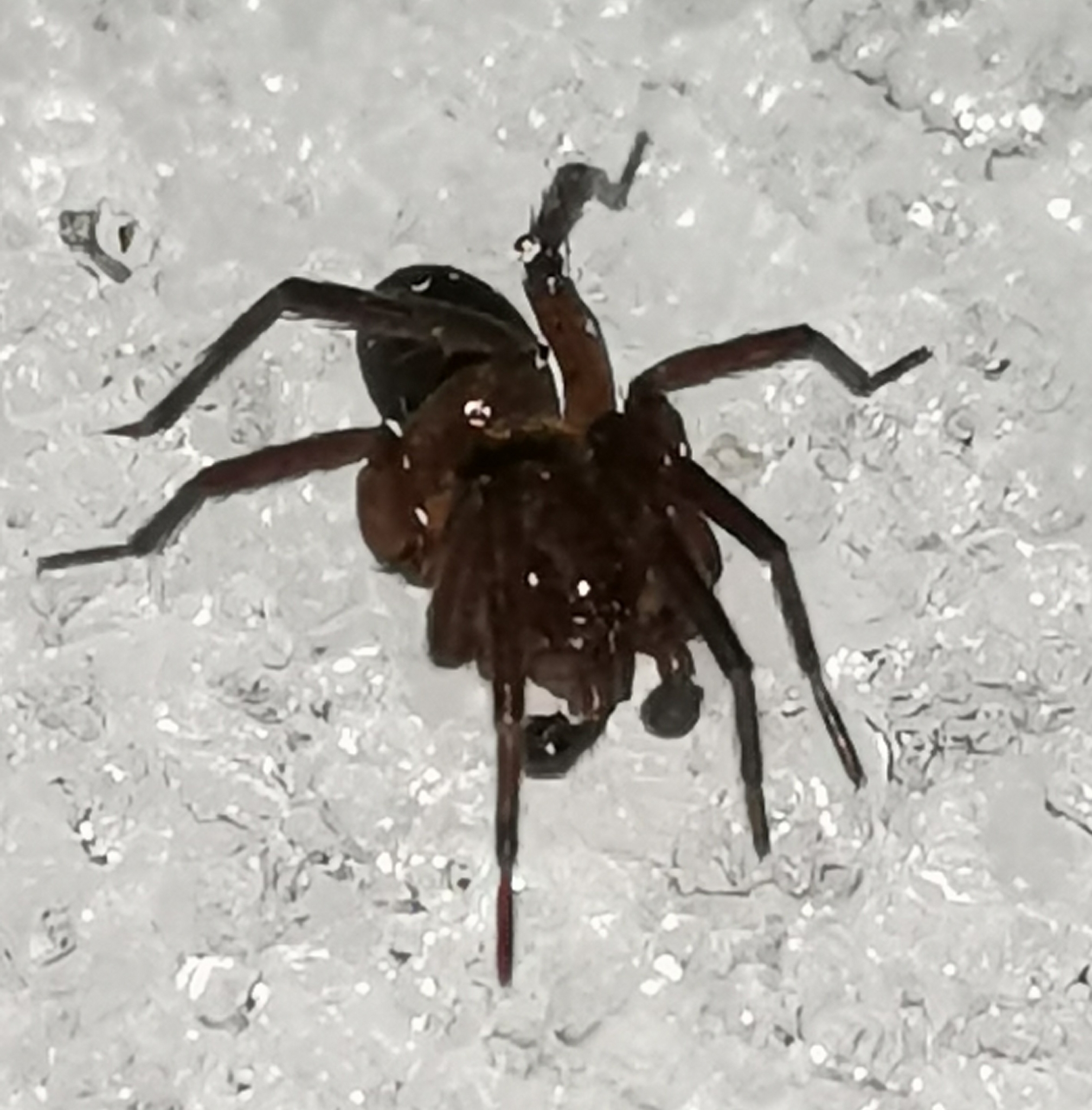
Nähere Frontalansicht einer männlichen Feenlämpchenspinne mit erkennbaren Bulbi

Die Pedipalpen (umgewandelte Extremitäten im Kopfbereich) der männlichen Feenlämpchenspinnen werden unter anderem je durch eine transparente membranöse Struktur (am Ende gelegene) charakterisiert, bei der es sich womöglich um eine terminale (am Ende gelegene) Apophyse (Fortsatz) handelt. Diese Struktur ist mit dem Embolus (letztes Sklerit bzw. Hartteil) des jeweiligen Bulbus (männliches Geschlechtsorgan) verbunden. Daneben besitzen die Pedipalpen je eine mediane hakenförmige Apophyse. Die Epigyne (weibliches Geschlechtsorgan) ist bei den Feenlämpchenspinnen vergleichsweise simpel aufgebaut. Nach außen hin besitzt diese ein oder zwei Paare Kopulationskanäle, die je nach Art variabel gekurvt sind.

### Differenzierung von den Laubstreunern
Die Feenlämpchenspinnen können leicht mit den ebenfalls zu den Feldspinnen (Liocranidae) zählenden Laubstreunern (Apostenus) verwechselt werden. Diese besitzen allerdings deutlich größere Augen, eine höhere Anzahl an Beinstacheln und außerdem je zwei spatelförmige Setae zwischen den Tarsalklauen.

## Verbreitung und Lebensweise
Die Gattung Feenlämpchenspinnen ist mit Ausnahme der Antarktika auf allen Kontinenten der Welt vertreten, den Verbreitungsschwerpunkt der Gattung bildet jedoch die Holarktis. Zu den Habitaten (Lebensräume) der Spinnen zählen etwa bodennahe Vegetation sowie Moos- und Streuschichten.

## Biologie

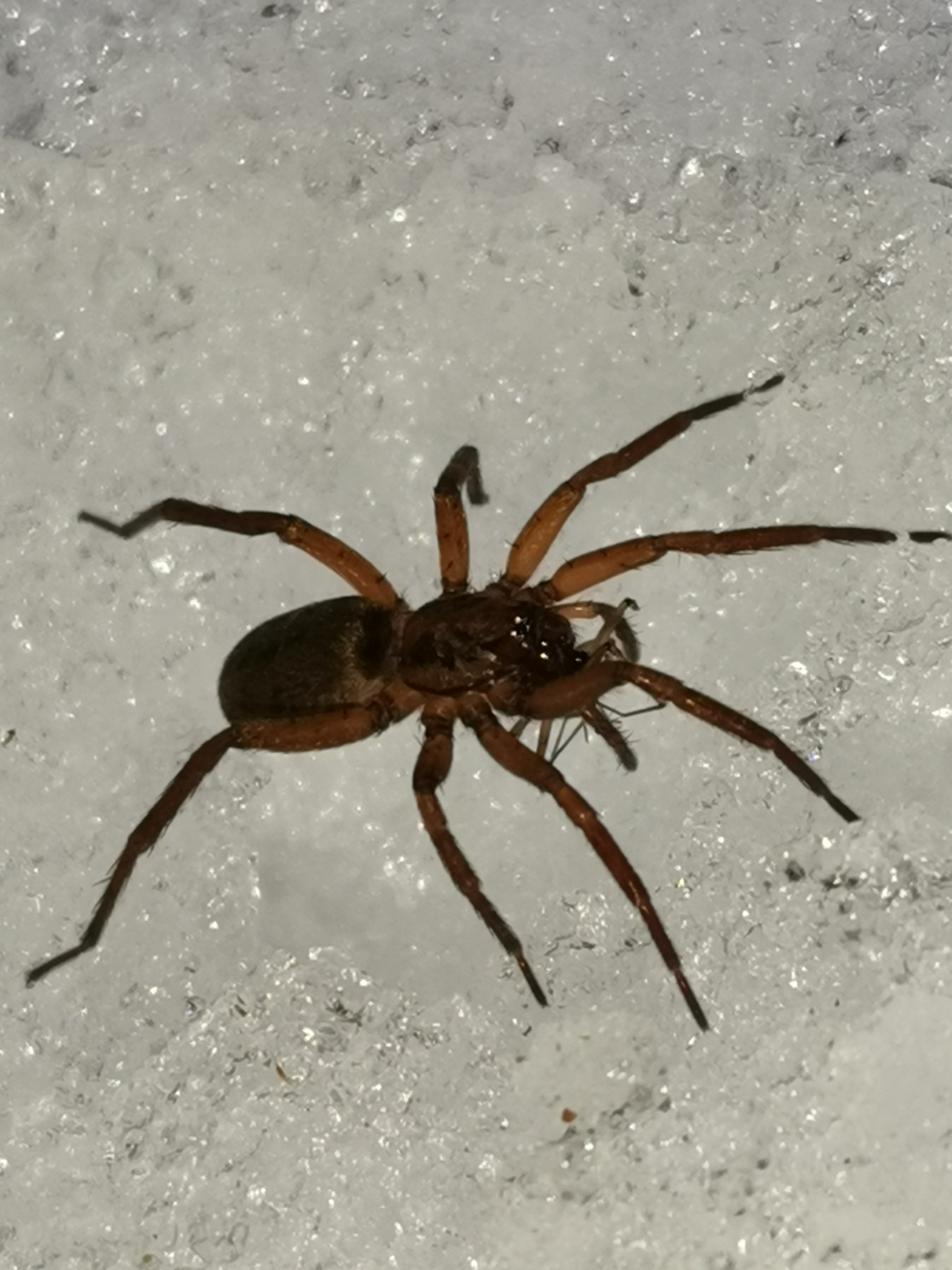
Weibliche Feenlämpchenspinne mit Beute

Feenlämpchenspinnen sind wie alle Feldspinnen (Liocranidae) nachtaktiv und jagen Beutetiere ohne ein Spinnennetz. Die terrestrischen (bodenbewohnenden) Spinnen bewegen sich gerne flink auf dem Bodengrund oder in der Bodenstreu umher und halten sich im Winter gerne in Geröll auf. Einige Arten, etwa die Große (A. brunnea) oder die Heide-Feenlämpchenspinne (A. proxima), produzieren einen markanten Eikokon, der an einem dünnen Stiel befestigt ist und von der Form her an ein umgedrehtes Weinglas erinnert. Der Kokon, der oftmals leichter zu finden ist als sein Erbauer, wird zur Tarnung mit Erdpartikeln bedeckt.

Der charakteristische Eikokon einiger Feenlämpchenspinnen
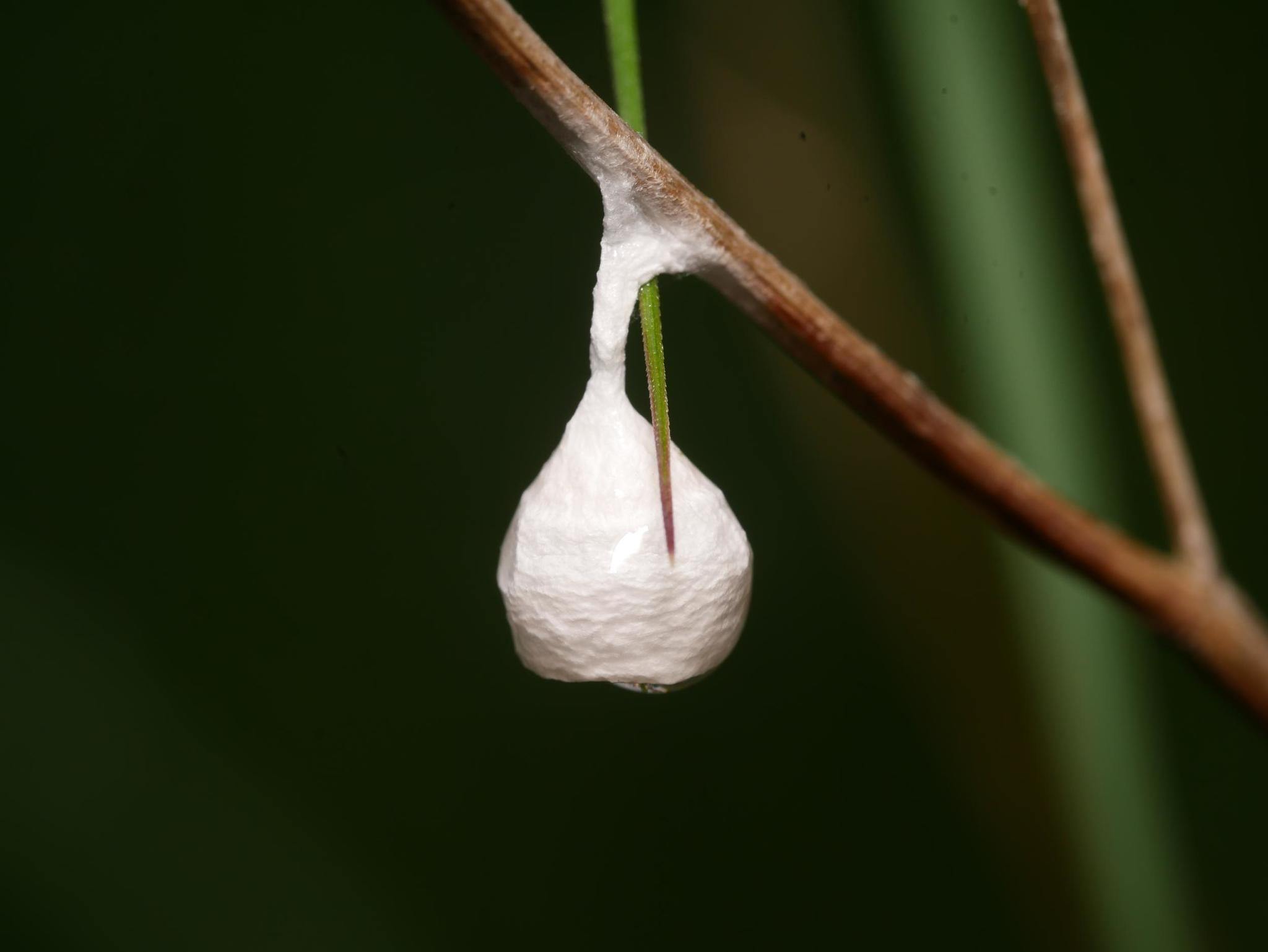
Ungetarnt
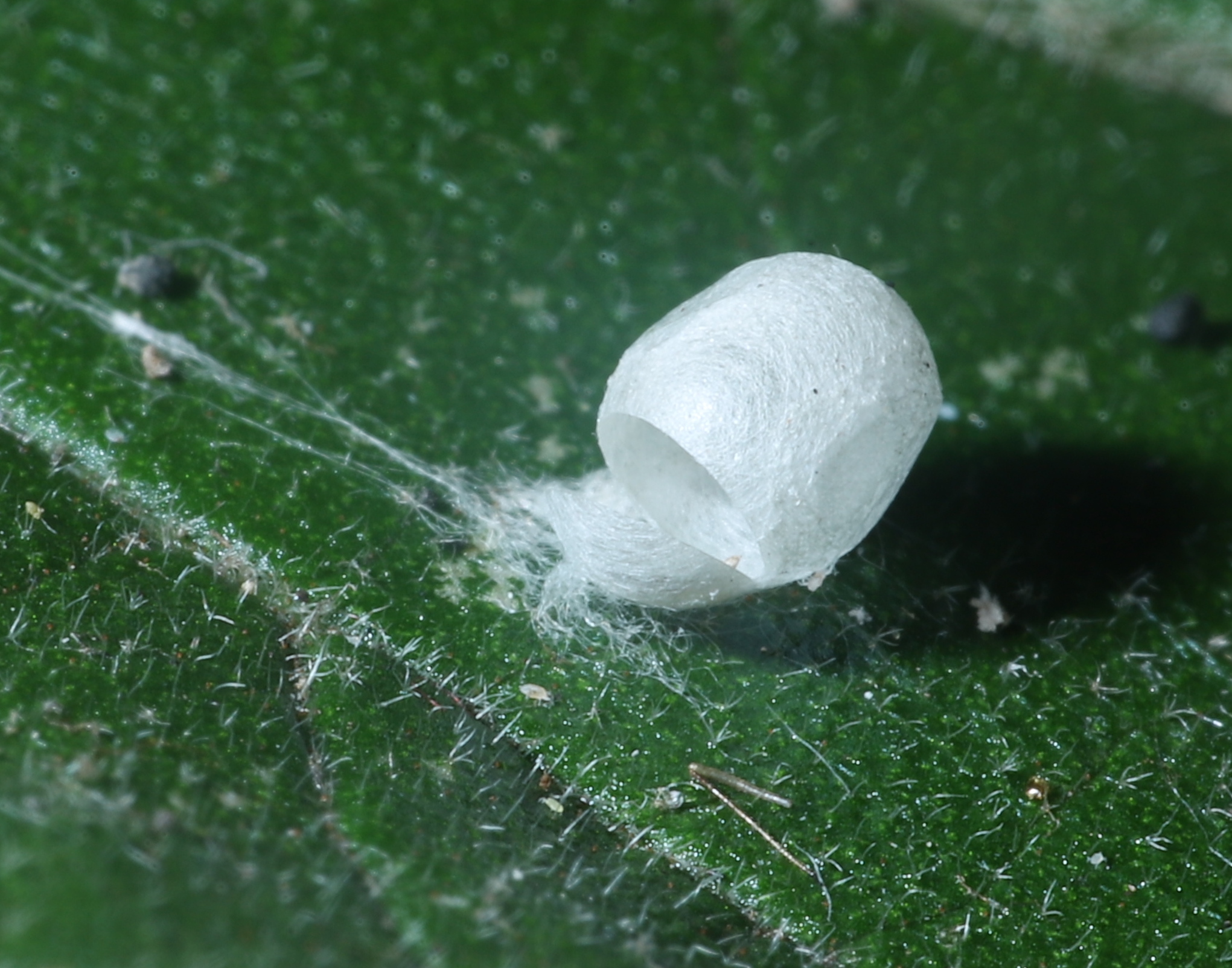
Dito, geöffnet
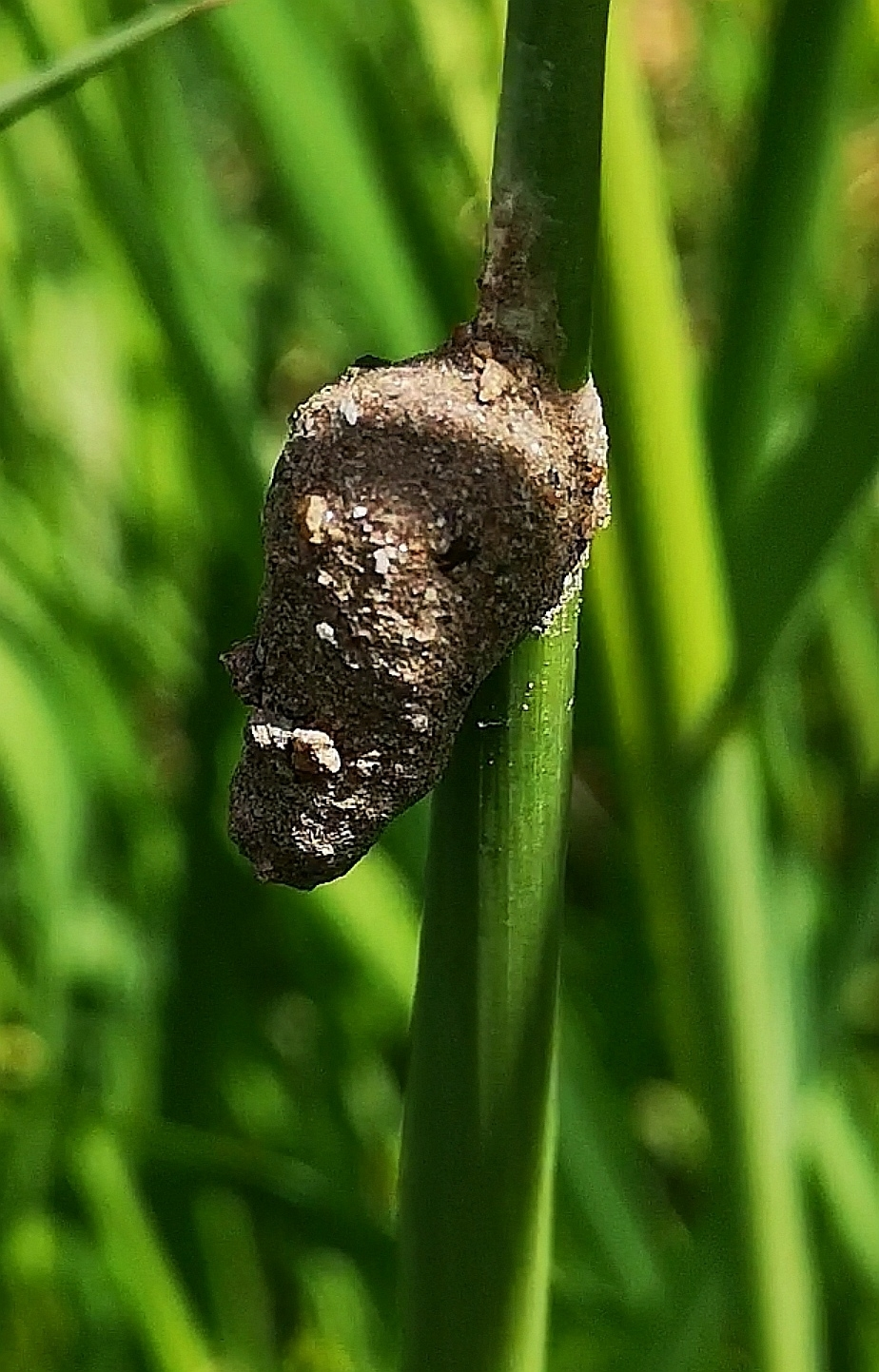
Getarnt

## Systematik
Die Systematik der Feenlämpchenspinnen wurde mehrfach geändert. Der Gattungsname Agroeca stammt von dem altgriechischen Adjektiv agroikos, das übersetzt „ländlich“ oder „roh“ bedeutet. Diese Bezeichnung rührt von der Bevorzugung terrestrischer Habitate der Spinnen. Die Typusart der Gattung ist die Heide-Feenlämpchenspinne (A. proxima).

### Arten
Die Gattung der Feenlämpchenspinnen umfasst 36 Arten. Diese und ihre geographischen Verbreitungen sind:
- A. agrestis Ponomarev, 2007 – Kasachstan
- A. annulipes Simon, 1878 – Spanien, Frankreich (Korsika), Italien (Sardinien), Marokko, Algerien
- A. angirasu Zamani & Marusik, 2021 – Iran
- A. aureoplumata Keyserling, 1879 – Kolumbien
- A. batangensis Mu, Jin & Zhang, 2019 – China
- A. bonghwaensis Seo, 2011 – Korea
- Große Feenlämpchenspinne (A. brunnea) (Blackwall, 1833) – Europa, Türkei, Russland (Europa bis zum Fernen Osten), China, Japan
- A. coreana Namkung, 1989 – Russland (Ferner Osten), China, Korea, Japan
- Kupferne Feenlämpchenspinne (A. cuprea) Menge, 1873 – Europa, Kaukasien, Russland (Europa bis Südsibirien), Zentralasien
- A. debilis O. Pickard-Cambridge, 1885 – China (Yarkant)
- Bezahnte Feenlämpchenspinne (A. dentigera) Kulczyński, 1913 – Europa, Türkei, China
- A. dubiosissima (Strand, 1908) – Peru
- A. flavens O. Pickard-Cambridge, 1885 – China (Yarkant)
- A. gangotrae Biswas & Roy, 2008 – Indien
- A. guttulata Simon, 1897 – Zentralasien
- A. inopina  O. Pickard-Cambridge, 1886 – Europa, Algerien
- A. istia de Biurrun & Barrientos, 2021 – Spanien
- A. kamurai Hayashi, 1992 – China, Japan
- A. kastoni Chamberlin & Ivie, 1944 – Vereinigte Staaten
- A. lata Mu, Jin & Zhang, 2019 – China
- Lausitzer Feenlämpchenspinne (A. lusatica) (L. Koch, 1875) – Europa, Russland (Europa bis Südsibirien), Kasachstan
- A. maculata L. Koch, 1879 – Russland (Europa bis zum Fernen Osten), Kasachstan
- A. maghrebensis Bosmans, 1999 – Marokko, Algerien, Tunesien
- A. mainlingensis , Jin & Zhang, 2019 – China
- A. makarovae Esyunin, 2008 – Russland (Europa)
- A. minuta Banks, 1895 – Vereinigte Staaten
- A. mongolica Schenkel, 1936 – Mongolia, China, Korea
- A. montana Hayashi, 1986 – Russland (Ferner Osten), China, Korea, Japan
- A. nigra Mu, Jin & Zhang, 2019 – China
- A. ornata Banks, 1892 – Vereinigte Staaten, Kanada, Russland (Zentralsibirien bis zum Fernen Osten)
- A. parva Bosmans, 2011 – Griechenland, Türkei, Israel
- A. pratensis Emerton, 1890 – Vereinigte Staaten, Kanada
- Heide-Feenlämpchenspinne (A. proxima) (O. Pickard-Cambridge, 1871) – Europa, Türkei, Russland (Europa bis Südsibirien)
- A. spinifera Kaston, 1938 – Vereinigte Staaten
- A. trivittata (Keyserling, 1887) – Vereinigte Staaten
- A. tumida Mu, Jin & Zhang, 2019 – China

#### Transferierte Arten
6 Arten galten einst als zu den Feenlämpchenspinnen zugehörig, wurden jedoch mittlerweile transferiert. Die Arten sind:
- A. emertoni Kaston, 1938 = Liocranoeca emertoni
- A. exorta Drensky, 1929 = Robertus frivaldszkyi
- A. flavipes Saito, 1939 = Clubiona japonica
- A. kltina Barrion & Litsinger, 1995 = Medmassa kltina
- A. praticola Bösenberg & Strand, 1906 = Prochora praticola
- A. pulcherrima O. Pickard-Cambridge, 1874 = Castianeira pulcherrima

#### Synonymisierte Arten
5 einstige Arten, die zuletzt zu den Feenlämpchenspinnen zählten, wurden mit einer anderen der Gattung synonymisiert und verloren somit ihren Artstatus. Diese Arten waren:
- A. flava (Chamberlin & Woodbury, 1929) – Synonymisiert mit A. trivittata unter Kaston, 1938b.
- A. gaunitzi Tullgren, 1952 – Synonymisiert mit der Heide-Fenlämpchencpinne (A. proxima) unter Kronestedt, 2009.
- A. kalbica (Savelyeva, 1972) – Synonymisiert mit A. maculata unter Mikhailov & Marusik, 1996.
- A. kiranensis (Paik, 1991) – Synonymisiert mit A. coreana unter Marusik & Koponen, 2000.
- A. liocranoides Denis, 1956 – Synonymisiert mit A. annulipes unter Bosmans, 1999.
- A. wallacei (Bryant, 1935) – Synonymisiert mit A. pratensis unter Ubick & Roth, 1973.